# Ayers Rock
Az Ayers Rock, más néven Uluru egy óriási homokkősziklatömb Ausztrália közepén, az Északi területen. A legközelebbi nagyobb település az innen északkeletre fekvő Alice Springs. Az Uluru és a Kata Tjuta (az Olgák) az Uluru - Kata Tjuta Nemzeti Park két legfontosabb látnivalója. Az Uluru az itteni őslakos pitjantjatjara és yankunytjatjara törzsbeliek szent helye. Több forrás, vízgyűjtő, sziklabarlang és ősi rajz található itt. Az Uluru a világörökség része.
Ausztrália sivatagos középső területén, közigazgatásilag az Északi Területen, Alice Springstől 450 km-rel délnyugatra található nagy, vörös monolit. Ausztrália fehérbőrű lakossága csak halott szívnek nevezi az Ayers-sziklát, minden megfejthetetlen titokzatosságával együtt inkább turistalátványosságként tekint rá. Ausztrália közepén élő őslakók egy része ma is elzarándokol ide vallási (és más) okokból. Az Uluru egyike a világ legszentebb helyeinek.

## Neve
A helyi pitjantjatjara törzsbeliek a sziklát a Uluṟu (Sablon:IPA-all) néven emlegetik. Ennek a szónak nincs sem nyelvükben, sem a helyi dialektusban különösebb jelentése, viszont az Uluru Hagyományos Birtokosai családnévként használják.
1873. július 19-én William Gosse felfedező az itt tett látogatásakor Ayers-sziklának nevezte el az Uluṟu-t Dél-Ausztrália akkori főkormányzója, Sir Henry Ayers tiszteletére. Azóta mindkét elnevezés használatos, bár mostanáig a nem idevalósiak inkább az Ayers-szikla kifejezést használták.
1993-ban hivatalosan is elfogadták a kettős elnevezést, így mind az őslakók által használt eredeti, mind az angol szó megengedetté vált. 1993. december 15-én a hely Ayers Rock/Uluru néven az első olyan látnivaló lett az Északi területen, ami két nevet viselt. 2002. november 6-án az elnevezést megfordították Uluru/Ayers Rock formára az Alice Springsben található Regionális Turisztikai Egyesület kérésére.

## Leírás

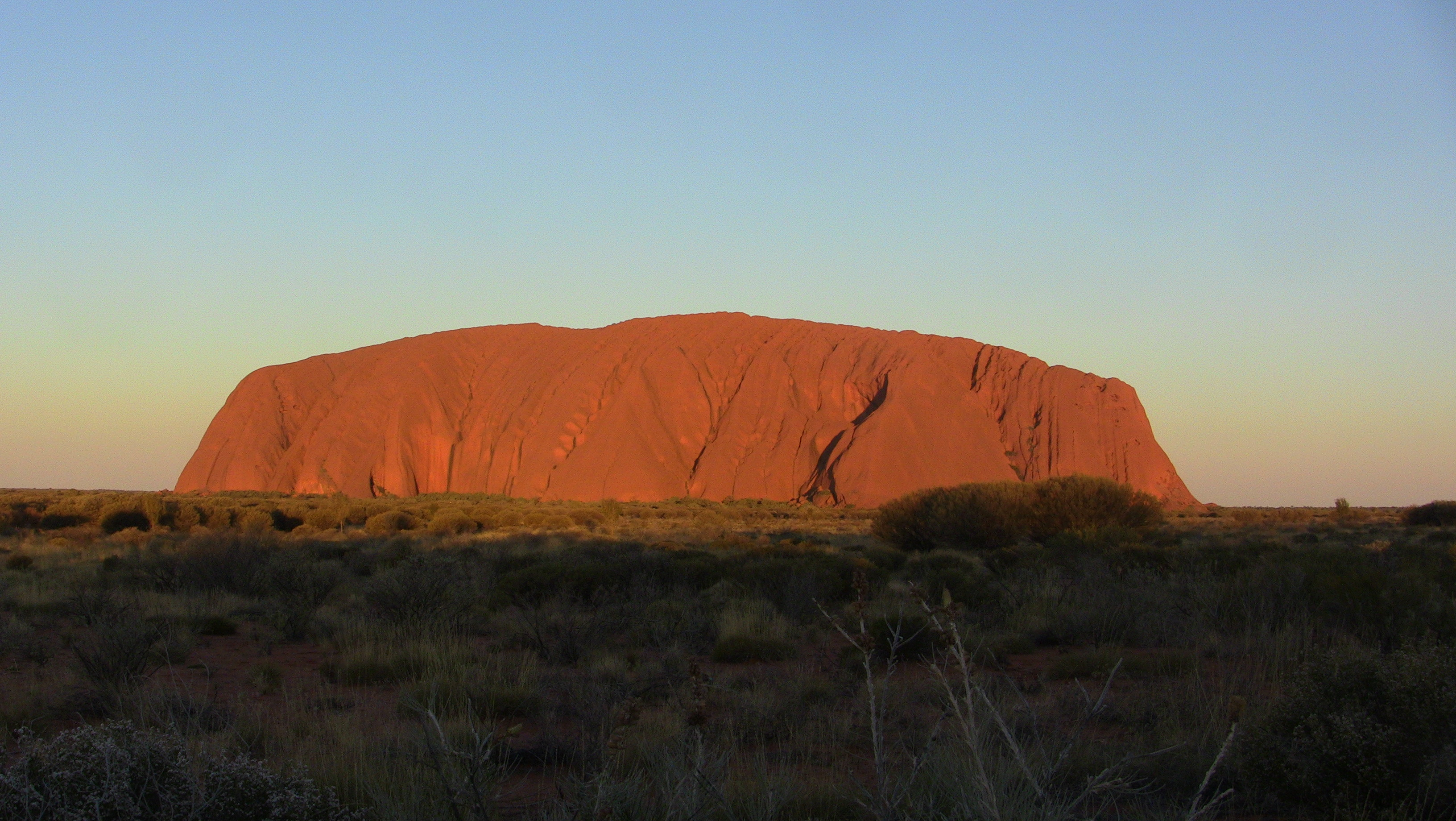
Az Uluru látképe alkonyatkor

Az Uluru Ausztrália egyik legismertebb nemzeti jelképe. A világhírű homokkősziklatömb 348 m magasan emelkedik a tengerszint fölé és legnagyobb része a talajszint alatt van, kerülete 9,4 km. Az Uluru és a Kata Tjuta hatalmas kulturális jelentőséggel bírnak a föld hagyományos birtokosai, az Aṉangu számára, akik turistákat vezetnek itt körbe, hogy beszéljenek nekik a helyi élővilágról, a bokrok nyújtotta élelemről, és az őslakosok területhez kötődő történeteiről.

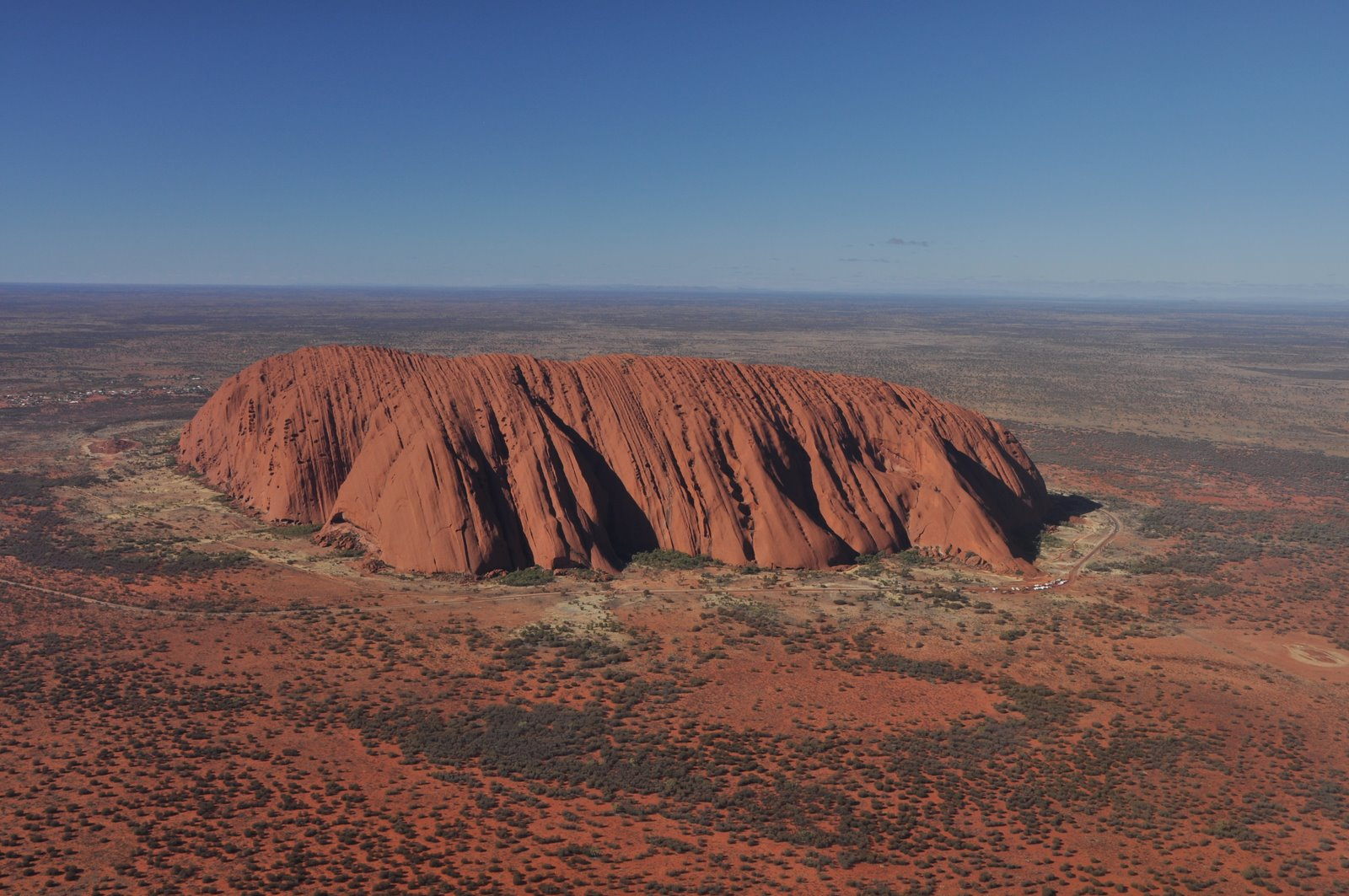
Az Uluru látképe a magasból

Az Uluru arról is híres, hogy a nap és az év különböző időszakaiban ideeső fény hatására úgy tűnik, mintha változtatná a színét. Ez különösen figyelemreméltó jelenség naplementekor, amikor egy rövid ideig vörösen izzani látszik a szikla. Bár ezen a félsivatagos területen elég ritka az eső, nedves időben az Uluru színe ezüstszürke, amelyen a fekete csíkokat a víz folyása nyomát kialakuló algacsíkok alkotják.
A Kata Tjuta, ami érdekes alakja miatt más néven Olga hegy, avagy Az Olgák néven említenek, egy másik szikla mintegy 25 km távolságban az Ulurutól. Annak érdekében, hogy a turisták elé a legszebb látvány táruljon pirkadatkor és estefelé is, különleges, autóval megközelíthető nézőhelyeket alakítottak ki.

## Geológiája
Az Uluru egy tanúhegy avagy szigethegy, amely egy eredetileg itt húzódó hegylánc maradványa. Az Ulurut több forrás monolitként említi, bár ez a kifejezés így nem egyértelmű a szó több jelentése miatt, ezért a geológusok inkább kerülik. Az Uluru figyelemreméltó sajátossága az egyöntetűsége, homogenitása, és hogy nem oszlopok jöttek belőle létre. Ezek a jellemzők hozzájárultak fennmaradásához, miközben a körülötte levő kőzetek erodálódtak. A régió földtani feltérképezésének és leírásának szempontjából a geológusok a szikla rétegeire támaszkodva kijelentik, hogy az Uluru az Amadeus medencét feltöltő üledékes kőzetek közé tartozik.

### Összetétele

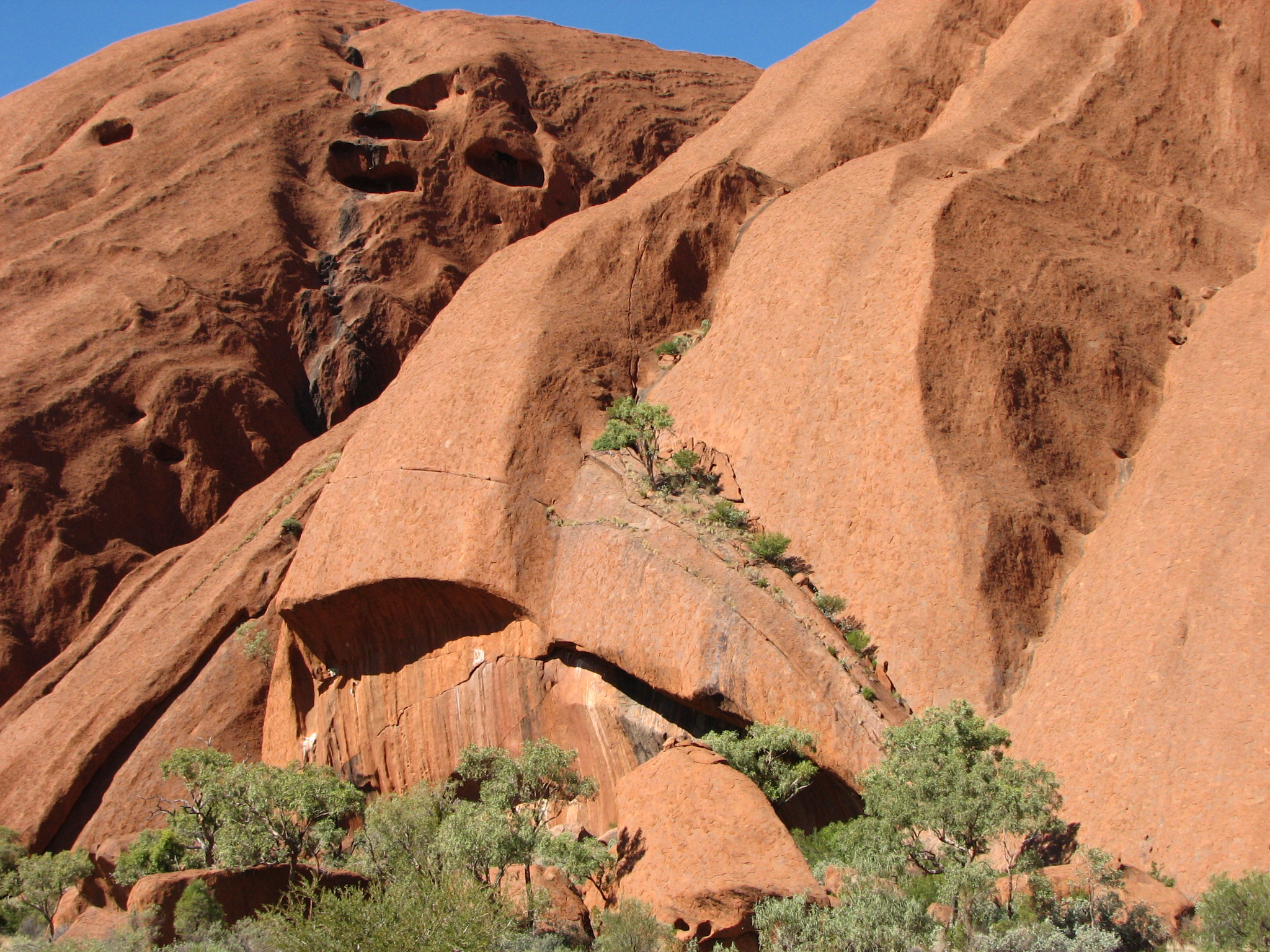
Uluru sziklaalakzatok

Az Ulurut túlnyomórészt az arkóza nevű durvaszemcsés homokkőfajta kőzet alkotja, amelyre bőséges földpát és némi konglomerátum jelenléte jellemző. A sziklatömb átlagosan 50% földpátból, 25-35% kvarcból, és legfeljebb 25% kőtörmelékből áll. A földpát nagy része K földpát csupán kisebb rész plagioklász törmelék. A kavicsok általában 2–4 mm átmérőjűek, szögletesek; a finomabb szemcsés homokkő esetén a szemcseméret növekedésével csökken a szemcse finomsága. A sziklatörmelékekben található bazalt, illetve más helyeken bazalt helyett klorit és epidot tartalmúak ezek. A kimutatott ásványok elsősorban gránit alkotta forrásra utalnak, mint ahogyan a délre fekvő Musgrave block anyaga is ez. Viszonylag frissen ez a kőzet szürke színű, de a vastartalmú ásványok az időjárás oxidációs hatására a szikla külső felszínének rozsdavörös árnyalatot adnak. Az üledék lerakódására olyan jelenségekből következtethetünk, mint a hullámok mozgásának lenyomata, amelyek elemzése megerősítette az üledékes lerakódás elméletét.

### Kora és eredete
A Mutitjulu Arkóz feltehetően egyidős a Kata Tjuta konglomerátummal, és bár nem egyforma típusú kőzetek, mégis valószínűleg hasonlóképpen jöttek létre, azonban az Uluru fiatalabb a keletre fekvő Conner hegynél, és nem tartozik hozzá. Az Uluru rétegei majdnem vízszintesek, délnyugati irányban 85°-ban dőlnek, és legalább 2400 m vastagságúak. A rétegek a környező síkság alá süllyedve folytatódnak, és kétségkívül hatalmas kiterjedésűek a felszín alatt, de nem tudjuk pontosan mekkorák. A szikla eredetileg homok volt, amely hordaléklerakódásnak volt kitéve, de elkülönült attól a közeli főntől, amely a mai Kata Tjutát alkotó homokot, kavicsokat és köveket hordta. Mára magyarázatot leltek a Mutitjulu Arkóz és a tőle délre elhelyezkedő gránitrétegek hasonlóságára. A deli rétegek elődei sokkal nagyobbak voltak, mint a ma látható maradványok. Ezek a Petermann orogenezisként emlegetett hegyképződés során emelkedtek ki, amely a Neoproterozoikum vége és a kambrium eleje között (550-530 millió évvel ezelőtt) történt. A Mutitjulu arkóz keletkezését ugyanerre az időre teszik. Az alakzatot létrehozó arkóz homokkő szemcséi nem mutatnak méretbeli különbséget, nagyon kevéssé lekerekített az alakjuk, és a bennük lévő földpát viszonylag frissnek tűnik. Ez jellemző erre a kőzetfajtára, és a délre kiemelkedő gránithegyek viszonylag gyors eróziójára utal. A homokrétegek csaknem vízszintesen rakódtak le, de egy későbbi, 400-300 millió évvel ezelőtt a paleozoikumban lejátszódott úgynevezett Alice Springs orogenezis hegyképződési folyamat során függőleges irányban torlódtak.
Olyan, nem megerősített teória is felmerült, miszerint a sziklát egy óriási kisbolygóbecsapódást követő kilométeres szökőár görgette ide (MAPCIS-elmélet).

## Növény- és állatvilága

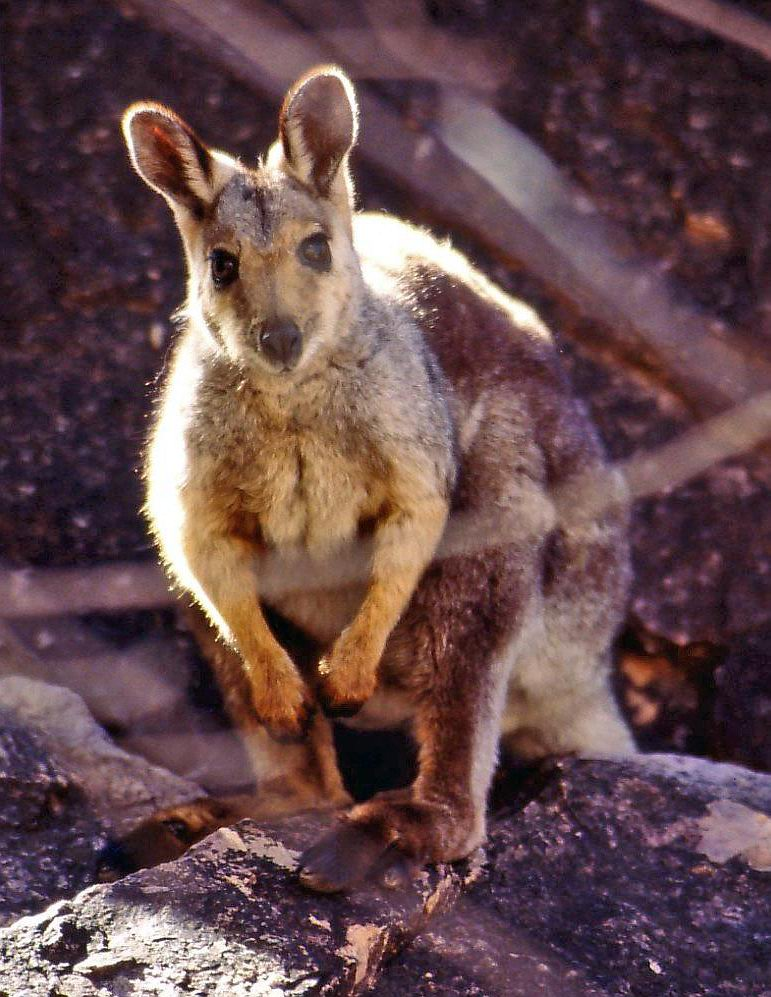
feketelábú szirtikenguru (Petrogale lateralis)

46 őshonos emlősfaj ismeretes az Uluru régióban, amelyek közül a közelmúlt kutatásai szerint 21 él ma. Az Aṉanguk elismerik, hogy a fajok számának csökkenése hatással van az egészségre és a tájra. Támogatják a kihalt helyi állatok visszatelepítését, ezek közé tartozik a homoki lábastyúk, közönséges rókakuzu, bolyhos nyúlkenguru (Lagorchestes hirsutus) más néven mala, közönséges erszényesnyúl, üregásó patkánykenguru (Bettongia lesueur) és a feketelábú szirtikenguru (Petrogale lateralis).
A mulgara, az egyetlen veszélyeztetett emlősfajta, leginkább csak a homoksíksági területen fordul elő, az Uluru környékétől a park északi határáig, az Ayers Szikla üdülőterületig terjedő keskeny részen. Ugyanitt él a déli erszényesvakond, Woma piton (Aspidites ramsayi) és a nagy sivatagi szkink.
A park denevér populációja legalább hét fajt foglal magában, amelyeknek napközbeni alvóhelyre van szükségük az Uluru és a Kata Tjuta barlangjaiban és hasadékaiban. A denevérek többsége légi zsákmányra vadászik a sziklafal mintegy 100 méteres körzetében. A park rendkívül gazdag ízeltlábú faunával rendelkezik, amelyek közül 73 fajt kiemelten védettként tartanak nyilván. Négy béka faj szaporodik el az Uluru és a Kata Tjuta lábánál a nyári esőzéseket követően. A nagy sivatagi szkink szintén a veszélyeztetett fajok listáján szerepel.
Az Aṉangu nép továbbra is vadássza és összegyűjti a park elhagyatott területein és anguföld más részein élő állatokat. A vadászat a következő állatokra korlátozódik: vörös óriáskenguru, az ausztrál golyvás túzok, emu és a gyíkok (például az óriás varánusz és homoki varánusz).
A parkban található 27 emlősfajból hat nem őshonos: a házi egér, egypúpú teve, vörös róka, macska, kutya és az üregi nyúl. Ezek a fajok az egész parkban elterjedtek, legnagyobb számban mégis a nagy vízbőségű területeken fordulnak elő.

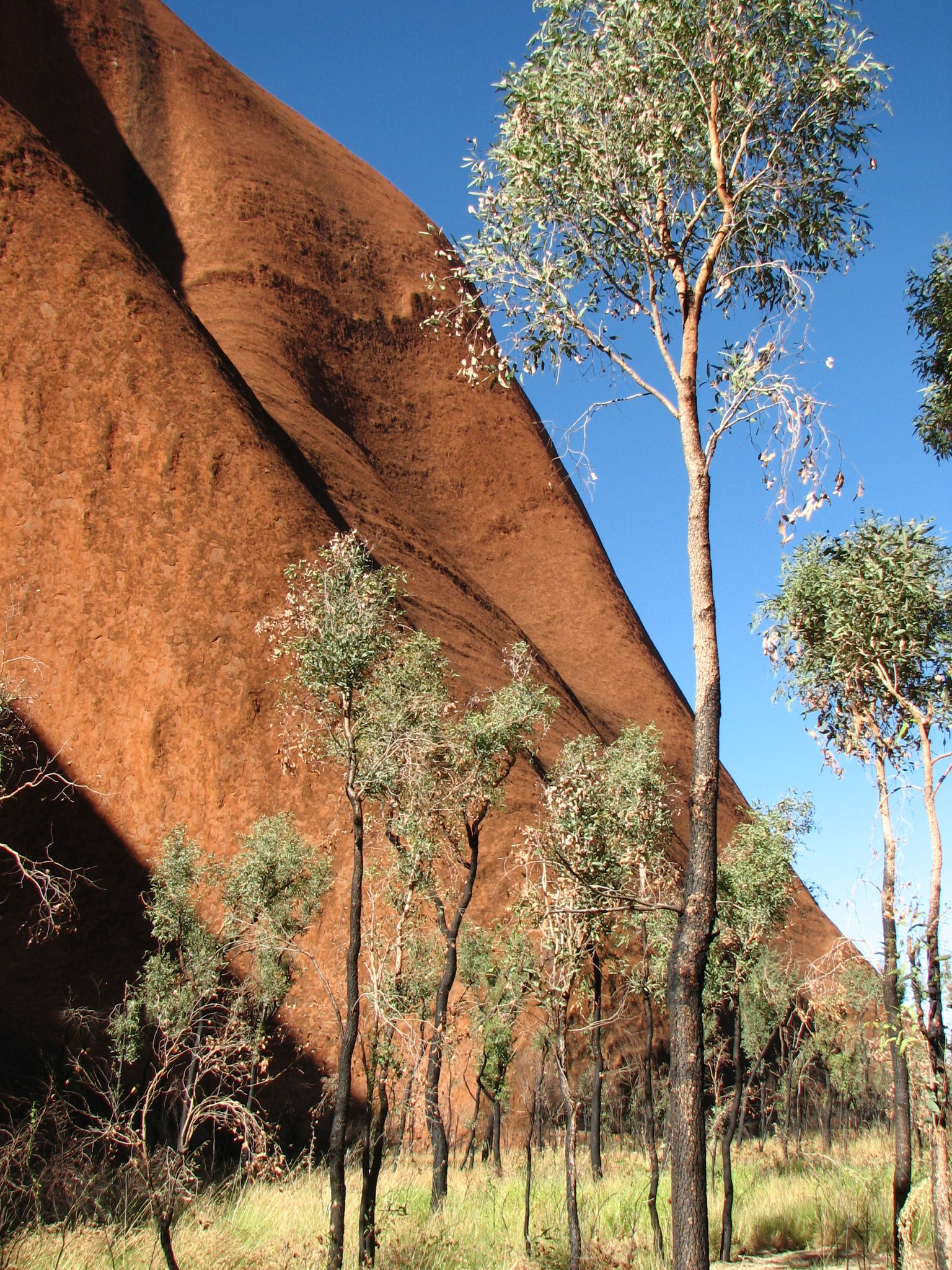
Fák az Uluru lábánál

Az Uluru - Kata Tjuta Nemzeti Park növényvilága az Ausztrália középső részén élő növények nagy részét bemutatja. A fajok közül számos ritkaság, és csak a parkban, illetve közvetlen környezetében fordul elő. Sok ritka és endemikus növény él az Ulurunál és a Kata Tjutánál.
A növénytársulások száma és szaporodása a rendszertelen esőzéseket követi. Néhány növény túléli a tüzet, mások szaporodása pedig kifejezetten a tűztől függ. A növények fontos szerepet kapnak a Tjukurpa álmo-spiritualitásban, és minden egyes fontos növényi táplálék tiszteletére létezik szertartás. Sok növényt az ősi lényekkel azonosítanak.
Az Uluru - Kata Tjuta Nemzeti Park flórája a következőképp csoportosítható:
- Punu – fák
- Puti – cserjék
- Tjulpun-tjulpunpa – virágok
- Ukiri - fűfélék

A fák, mint a mulga vagy a vérfa (Corymbia opaca) eszközök, például dárdahegyek, bumeráng és edények készítésére használatosak. A vérfa vörös kérge fertőtlenítő hatású, és köhögés, illetve megfázás esetén inhalálnak vele.
Számos ritka és veszélyeztetett növényfaj él a parkban. Többségük, akárcsak az Ophioglossum, csupán a sziklatömb lábánál fekvő nedves területeken élnek, ahol nagy a látogatók forgalma, és az erózió veszélye.
Az első európaiak érkezése óta 34 egzotikus növényfajt jegyeztek fel a parkban, amely a park teljes növényvilágának közel 6,4%-át teszi ki. Ezek közül néhány, mint az évelő Cenchrus ciliaris évelő fűféle, az erózió által pusztított területekre lett telepítve. Ez a rendkívül agresszív gyomnövény elterjedt a vízben és tápanyagban gazdag területeken. Néhány más fajt véletlenül hurcoltak ide az emberek és az autók.
A Commonwealth Department of Environment (a Nemzetközösség Környezeti Osztálya) honlapja szerint:

„Sok Tjukurpa, mint például a Kalaya (emu), a Liru (mérgeskígyó), a Lungkata (kéknyelvű gyík), a Luunpa (királyhalász) és a Tjintir-tjintirpa (barázdabillegető) útvonala érinti az Uluru-Kata Tjuta Nemzeti Parkot. Más Tjukurpa lények csupán egy adott területen élnek.”

„Kuniya, a woma piton, az Uluru sziklái között élt, ahol a Liru, a mérgeskígyó volt a zsákmánya.”

## Éghajlata

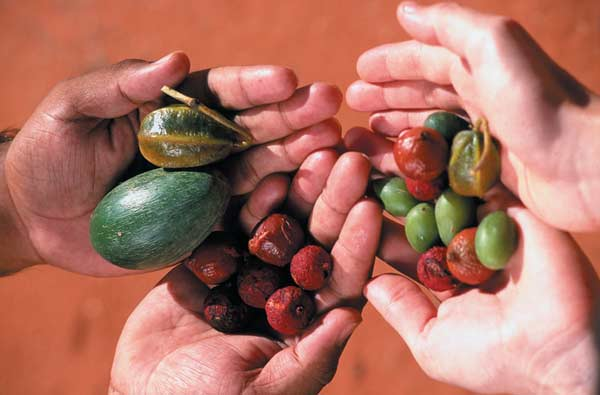
Bozótélelem az Alice Springs Sivatagi Parkból

A park évi átlagos csapadékmennyisége 307,7 mm, az évi középhőmérséklet 37.8 °C nyáron és 4,7 °C télen. Az eddig mért legmagasabb nyári hőmérséklet 45 °C a legalacsonyabb téli pedig -5 °C volt. Az ibolyántúli sugárzás általában szélsőségesen magas, átlagosan 11 és 15 közötti értékű.
A helyi őslakosok szerint öt évszak jellemző az éghajlatra:
1. Piriyakutu (augusztus/szeptember) – az állatok táplálkozása, és az ehető növények virágzása
2. Mai Wiyaringkupai (november/december) – a forró évszak, amikor az élelem kevesebb
3. Itjanu (január/február/március) – hirtelen, váratlan viharok ideje
4. Wanitjunkupai (április/május) – hűvös időjárás
5. Wari (június/július) – hideg évszak reggeli fagyokkal

## Mítoszok, legendák és az őslakosok hagyományai
Az Uluru hagyományos Anangu tulajdonosai szerint :

„Egykor a világ egy jellegtelen hely volt. Semmilyen ma ismert hely nem létezett, amíg a teremtő lények emberek, növények, állatok formájában szanaszét kóboroltak a földön. Azután a teremtés és rombolás folyamán alakították olyanná a tájat, amilyen az ma. Az Anangu földet ma is több tucat Tjukuritja vagy Waparitja néven ismert teremtő lény szelleme lakja.”

Számos változatról számolnak be azok, akik az őslakosoktól az Uluru hasadékának és nyílásának keletkezéséről szóló történeteket hallottak. Az egyiket Robert Layton (1989) ULURU: An Aboriginal history of Ayers Rock (Uluru: Az Ayers szikla története az őslakosok szerint) című könyvében olvashatjuk, reads as follows:

"Az Ulurut (Ayers sziklát) a teremtés idején két kisfiú emelte, akik eső után a sárban játszottak. A játékuk befejeztével délre utaztak, Wiputaba. Ahogy együtt repültek, az asztal-szerű tetejű Conner hegy felé vették útjukat, aminek a tetején máig látható a testük szikladarabként" (5. oldal)

Két másik történetet Norbert Brockman művében (1997) Encyclopedia of Sacred Places (Szent helyek enciklopédiája) olvashatunk. Az első kígyószerű lényekről szól, akik több háborút vívtak az Uluru körül, így hasítottak vágásokat a sziklába. A második két, ősi szellemű törzsről beszél, akiket meghívtak egy lakomára, de a gyönyörű Álmos Gyík Hölgy elvarázsolta őket és nem tettek eleget a meghívásnak. Erre a dühös vendéglátók megátkoztak egy sárszobrot, ami az dingo képében életre kelt. Ezután a két törzs összecsapott egymással, és a csatában a törzsfőnökök meghaltak. A vérontás miatti gyászában a föld megemelkedett, így jött létre az Uluru.
Néhány beszámoló szerint átok száll azokra, akik kavicsot visznek haza innen. Számos esetben a kavicsokat hazavivők igyekeztek visszajuttatni gyűjteményüket valamilyen ügynökségeken keresztül, csak hogy megszabaduljanak balszerencséjüktől.

## Történelme
A keleti és nyugati oldalon végzett archeológiai kutatások azt bizonyították, hogy több, mint 10 000 évvel ezelőtt laktak már itt emberek. Az 1870-es években érkeztek európaiak a Nyugati Sivatagba. Az Uluru és a Kata Tjuta 1872-ben lettek feltérképezve abban a felfedezőperiódusban, amit az ausztrál távirathálózat építése tett lehetővé. Ernest Giles és William Gosse voltak a terület első európai felfedezői.
Az 1872-es expedíció során Giles a Kata Tjuta területét a Királyok Kanyonja közelében vizsgálta és az Olga hegy nevet adta neki, míg tőle függetlenül Gosse a következő évben az Ulurut figyelte és Ayers sziklának nevezte el. Az állattartás lehetőségének megteremtése céljából több további felfedezőutat tettek a helyszínen. Az 1800-as évek végén az állattartók megpróbálták megvetni a lábukat a Délnyugati/Petermann rezervátum közötti területen, ezért a fehérek és az Aṉangu őslakosok között gyakoribb és erőszakosabb összeütközések történtek. A szárazság és a legeltetés hatására a növényzet nyújtotta táplálék erősen megcsappant. Az élelemforrásokért folytatott versengés konfliktus forrása lett a két csoport között, ami egyre gyakoribb rendőrségi beavatkozásokat igényelt.
1918 és 1921 között Dél-Ausztrália, Nyugat-Ausztrália és az Északi Terület hatalmas összefüggő régióit őslakos rezervátumokká nyilvánították, amik így menedékhelyül szolgáltak azoknak a nomádoknak, akiknek nem volt kapcsolatuk az Európából érkező telepesekkel. 1920-ban az ausztrál kormány által az őslakosok védelmében hozott törvény értelmében az Uluru - Kata Tjuta Nemzeti Park egy része is rezervátum lett (Délnyugati vagy Petermann rezervátum néven vált ismertté).

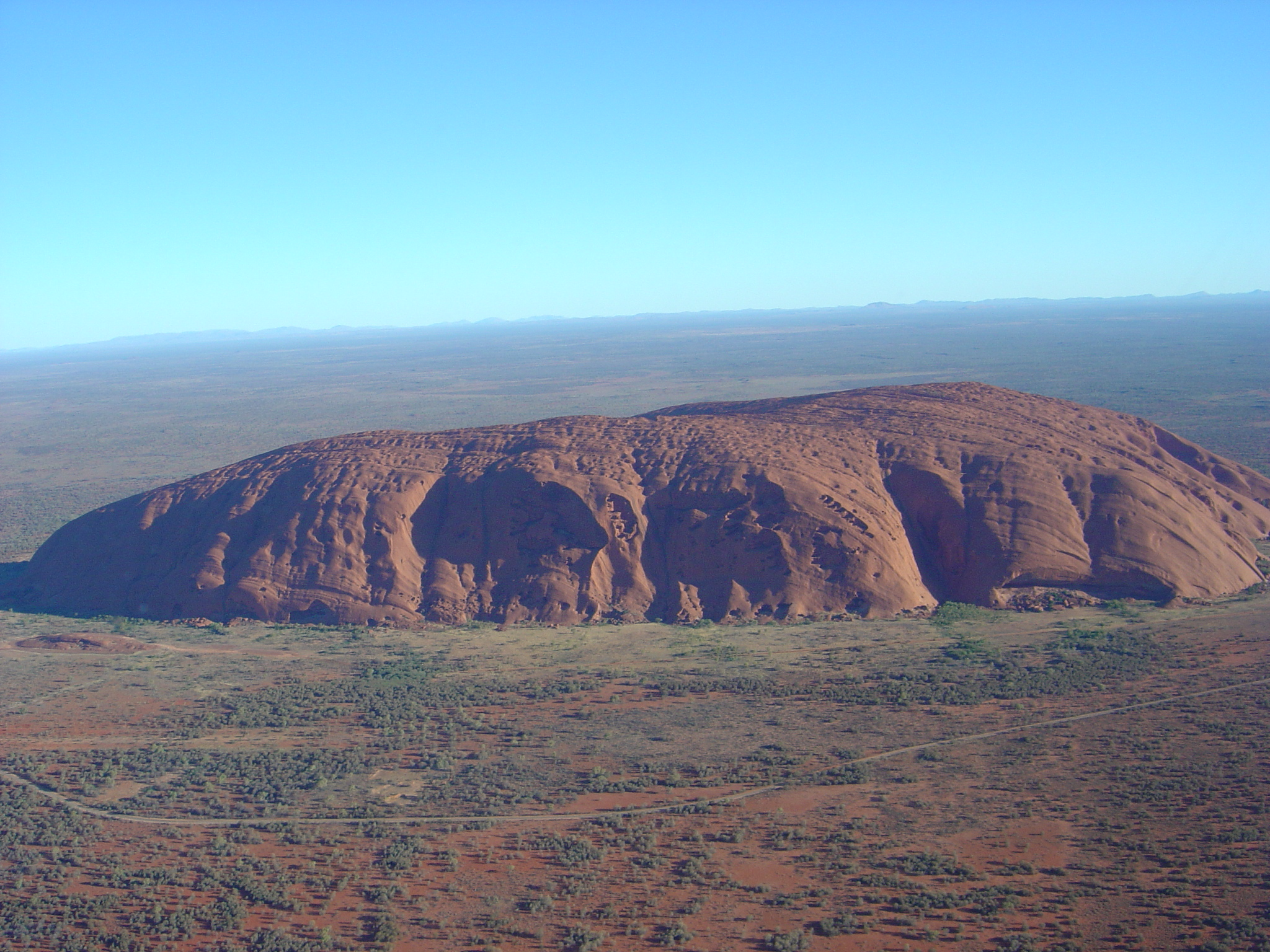
Helikopterről készült fénykép az Ulururól

Az első turisták 1936-ban érkeztek az Uluruhoz. Az 1940-es évektől kezdve folyamatosan áramlottak ide az európai telepesek az őslakosok jólétének és az Uluruhoz érkező turistaforgalom biztosítása érdekében. Ez a megnövekedett forgalom tette szükségessé az első járműútvonalakat 1948-ban, a következő évtizedben pedig már túrabusz szolgáltatás is beindult. 1958-ban a későbbi Uluru - Kata Tjuta Nemzeti Park területét leválasztották a Petermann rezervátumból. Ez a föld az Északi Terület Védőtestület igazgatása alá került, és az Ayers Rock - Mount Olga Nemzeti Park elnevezést kapta. Az első parkőr a jól ismert közép-ausztrál Bill Harney lett. 1959-re kiadták az első motelbérleti jogokat, és Eddie Connellan tervei szerint megépült az Uluru északi oldalához közeli kifutópálya.
1968. március 5-én egy háromüléses Bell 47 G2 típusú helikopter, amelyet Philip Latz vezetett, lezuhant az Ulurun, a kőtömbtől mintegy egy mérföldnyire keletre. A roncsot március 28-án emelte föl egy Sikorsky S–58 típusú helikopter.
1985. október 6-án az ausztrál kormány az Uluru tulajdonjogát visszaadta a helyi Pitjantjatjara őslakosoknak. Ennek az egyik feltétele szerint az Aṉangu nép 99 évre bérbe adja azt a Nemzeti Parkok és Vadvilág ügynökségnek, amely azt egységes egészként kezeli. Az Uluru nyugati végénél él a mintegy 300 fős Mutitjulu őslakos közösség. Az Ulurutól mintegy 17 km távolságra van a 3000 fős népességű Yulara turistaváros, a nemzeti park területén kívül.

## Idegenforgalma

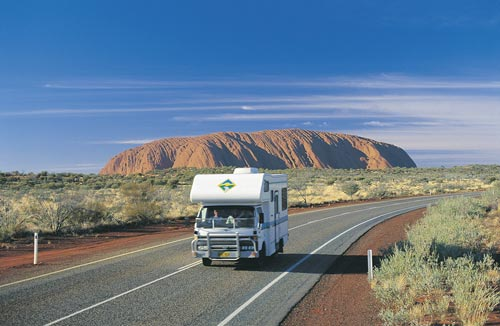
Az Uluru - Kata Tjuta Nemzeti Park felé vezető Lasseter autópályán

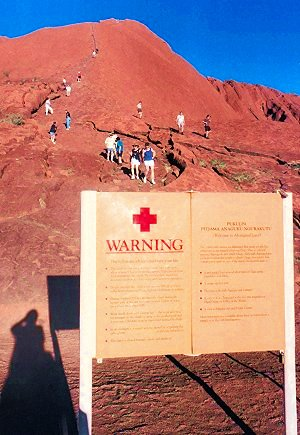
Mászók és figyelmeztetés

Az 1950-es években az Uluru lábával szomszédos területen kezdődött idegenforgalmi infrastruktúra fejlesztése hamar nemkívánatos környezeti hatásokkal járt. Az 1970-es évek elején elhatározták, hogy eltávolítanak minden turistaszállás-lehetőséget, és csak a parkon kívül engedélyeznek ilyesmit. 1975-ben egy 104 km2 nagyságú területet kerítettek el 15 km távolságban az Ulurutól a park északi határvonalától északra turistaközpont és a hozzá kapcsolódó Yulara repülőtér létesítése céljából. 1983-ban bezárták a park területén álló sátrazóhelyet, és a Yulara üdülő megnyitásakor, 1984-ben a moteleket is. 1992-ben az Északi Terület kormányzata eladta a Yulara üdülőhely fölötti tulajdonának többségét, és a hely az Ayers Rock Resort elnevezést kapta.
Köszönhetően annak, hogy a park a Világörökségek listájára került, az évente idelátogatók száma 2000-ben meghaladta a 400 000-et. A megnövekedett turistaforgalom jó hatással van a térségi- és a nemzetgazdaságra. Ezzel együtt megnőtt a kihívás a kulturális értékek megőrzése és a látogatók igényeinek kiszolgálása közötti egyensúly megteremtése terén.

### Sziklamászás
A helyi Aṉangu törzsbeliek nem másznak fel az Ulurura, hiszen annak számukra óriási spirituális jelentősége van. Az a kérésük, hogy a látogatók se másszanak fel a sziklára, részben amiatt, hogy a turistaút egy hagyományos Álomösvényt keresztez, részben pedig a földjükre érkezők biztonsága miatti felelősség mondatja ezt velük. Az Aṉangu emberek hite spirituálisan összeköti őket az Uluruval, és mély bánatot éreznek, ha valamelyik sziklamászó meghal vagy megsérül itt.
1983. december 11-én Bob Hawke ausztrál miniszterelnök ígéretet tett, miszerint a földtulajdont visszaadják a hagyományos Aṉangu tulajdonosoknak, és elfogadta a közösség tízpontos cselekvési tervét is, amelyben az egyik pont megtiltotta a sziklamászást az Ulurun. A kormány azonban engedélyezte a sziklamászást, és az eredetileg szóban forgó ötvenéves bérbeadás helyett 99 éves lease-t szabott feltételül a földtulajdon visszaszolgáltatásra. 2017-ben a nemzeti parkok és a helyi törzsek szervezete megszavazta, hogy 2019 októberétől tilos lesz az Ulurura mászni. A hegyre menő utat 2019. október 26-án 16 órakor zárták le.
Az Uluru megmászása népszerű tevékenység volt a turisták körében. Az egyórás mászást egy 1964-ben fölerősített és 1976-ban meghosszabbított kapaszkodó lánc könnyítette, ám még így is 800 m hosszú és meredek volt az út a csúcsra, ahol eléggé élénk a szél. Elengedhetetlen volt az átlagon felüli erőnlét és a sivatagi körülmények jó tűrése. Amikor erős szelet mértek a csúcson, mászás a látogatók számára be volt tiltva. Az évek során legalább harmincheten lelték halálukat az itt történt balesetekben.

### Fotózás
Az Aṉangu kérése szerint az Uluru bizonyos részeit a látogatók nem fényképezhetik. Ennek okai a hagyományos Tjukurpa hiedelmek. Ezek a területek a nemekkel kapcsolatos szertartások helyszínei, ahová az ellenkező nemű Aṉangu törzsbeliek sem léphetnek be. A fotózás tiltása tulajdonképpen azt a célt szolgálja, hogy az Aṉangu emberek nehogy a külvilág által készített fényképre bukkanva óvatlanul megszegjék ezt a tabut.

## Fordítás
- Ez a szócikk részben vagy egészben  az   Uluru című angol Wikipédia-szócikk ezen változatának fordításán alapul.  Az eredeti cikk szerkesztőit annak laptörténete sorolja fel. Ez a jelzés csupán a megfogalmazás eredetét és a szerzői jogokat jelzi, nem szolgál a cikkben szereplő információk forrásmegjelöléseként.